# Предраг Лаковић
Предраг Пепи Лаковић (Скопље, 28. март 1929 — Чуруг, 9. септембар 1997) био је познати српски и југословенски филмски, телевизијски и позоришни глумац.

## Биографија
Средње образовање завршио је у Пећи.  Након окончаног школовања, уписао се на Академију за позоришну уметност и студирао је у класи са Оливером Марковић, Ђузом Стојиљковићем, Властом Велисављевићем, Михаилом Викторовићем. Дипломирао је 1952. године у класи професора Мате Милошевића. У Паризу је усавршавао пантомиму код Марсела Марсоа и Жака Лекока. Глумачку каријеру је започео на сцени Београдског драмског позоришта (БДП). Године 1987. добио је Октобарску награду Града Београда.
Био је велики боем, индивидуалац, самотњак, сањар. Хоби му је било пецање. Удавио се на Мртвој Тиси, код Чуруга, 9. септембра 1997. године, где је имао викендицу на Бисерном острву, на којој је проводио доста времена након смрти брата и супруге. Сахрањен је на Новом гробљу у Београду.
Био је старији од свог брата близанца (Драгана Лаковића) 5 минута и лакши 2 килограма, једва је преживео, али је надживео брата.
Остао је упамћен по улогама обичних људи, махом маргинализованих, меланхоличних самотњака и боема.

## Улоге
| Год.       | Назив                                        | Улога                                 |
| ---------- | -------------------------------------------- | ------------------------------------- |
| 1950-е     |                                              |                                       |
| 1953.      | Општинско дете                               | Богослов                              |
| 1954.      | Сумњиво лице                                 | Берберин                              |
| 1955.      | Ханка                                        |                                       |
| 1958.      | Случај у трамвају (ТВ)                       | Човек из трамваја                     |
| 1958.      | Кроз грање небо                              | Рањеник на носилима                   |
| 1959.      | Лажа и Паралажа (ТВ)                         |                                       |
| 1960-е     |                                              |                                       |
| 1960.      | Мсје Жозеф (ТВ)                              |                                       |
| 1960.      | Сплетка и љубав (ТВ)                         |                                       |
| 1959—1960. | Сервисна станица (серија)                    |                                       |
| 1961.      | Песма (ТВ)                                   |                                       |
| 1961.      | На тајном каналу (серија)                    |                                       |
| 1962.      | Три приче о Џефу Питерсу (ТВ)                |                                       |
| 1963.      | Ципелице од крокодилске коже (ТВ)            | Инспектор                             |
| 1963.      | Златни прсти (ТВ)                            |                                       |
| 1964.      | Месје Боден иде на посао (ТВ)                |                                       |
| 1964.      | У једном граду ко зна ком (серија)           |                                       |
| 1964.      | Нешто о чему се може говорити (ТВ)           |                                       |
| 1965.      | Маестро (ТВ)                                 |                                       |
| 1965.      | Девојка са три оца (ТВ)                      | Службеник                             |
| 1965.      | Крај почетка (ТВ)                            | Бари                                  |
| 1965.      | Реци да сам лажов (ТВ)                       |                                       |
| 1965.      | Код судије за прекршаје (серија)             |                                       |
| 1966.      | Где је Авељ, брат твој (ТВ)                  |                                       |
| 1966.      | Кад сам био мали (серија)                    |                                       |
| 1967.      | Волите се људи (серија)                      | Срета                                 |
| 1967.      | Круг двојком (серија)                        |                                       |
| 1968.      | Првокласни хаос (мини-серија)                |                                       |
| 1968.      | Бурлеска о Грку (ТВ)                         |                                       |
| 1968.      | Повратак на родно дрво (кратак филм)         |                                       |
| 1968.      | Краљевић Марко по други пут међу Србима (ТВ) |                                       |
| 1968.      | Педикирка (ТВ)                               |                                       |
| 1969.      | Скандал (ТВ)                                 |                                       |
| 1969.      | Лака лова (ТВ)                               |                                       |
| 1969.      | Самци 2 (серија)                             |                                       |
| 1969.      | Шифра викенд (кратак филм)                   |                                       |
| 1970-е     |                                              |                                       |
| 1970.      | Рођаци (серија)                              | Трговац                               |
| 1971.      | Суђење Флоберу (ТВ)                          |                                       |
| 1971.      | На слово, на слово (серија)                  |                                       |
| 1971.      | Нирнбершки епилог (ТВ)                       | Рудолф Хес                            |
| 1971.      | Дон Кихот и Санчо Панса (ТВ)                 | Санчо Панса                           |
| 1971.      | С ванглом у свет (серија)                    |                                       |
| 1972.      | Један ујак Хојан (ТВ)                        |                                       |
| 1972.      | Страх (кратак филм)                          |                                       |
| 1973.      | Сироти мали хрчки (ТВ)                       | Први службеник                        |
| 1973.      | Камионџије (серија)                          | Наставник музичког                    |
| 1973.      | Паја и Јаре                                  | Наставник музичког                    |
| 1973.      | Бећарски дивани (ТВ)                         |                                       |
| 1974.      | Брак, свеска друга (ТВ)                      |                                       |
| 1974.      | Тркач (ТВ)                                   |                                       |
| 1974.      | Страх                                        |                                       |
| 1975.      | Кичма                                        | Пепи                                  |
| 1975.      | Мили                                         |                                       |
| 1976.      | Деца расту ноћу (ТВ)                         |                                       |
| 1976.      | Два другара (серија)                         | Шеф сале                              |
| 1977.      | Роман са контрабасом                         |                                       |
| 1977.      | Усијане главе (серија)                       | разредни                              |
| 1977.      | Лавови у пола цене (кратак филм)             |                                       |
| 1979.      | Приповедања Радоја Домановића (серија)       | Комшија Тодор/Сиромах/Милутин Секулић |
| 1980-е     |                                              |                                       |
| 1980.      | Мајстори, мајстори                           | Богдан                                |
| 1980.      | Београдска разгледница 1920 (ТВ)             |                                       |
| 1981.      | Туга (кратак филм)                           | кочијаш                               |
| 1981.      | Берлин капут                                 | Радивоје Сретеновић                   |
| 1981.      | Сестре (ТВ)                                  | комшија Игор Павловић                 |
| 1981.      | 500 када (ТВ)                                | Милун Шековић                         |
| 1981.      | На рубу памети (ТВ)                          |                                       |
| 1981.      | Стари Београд (ТВ)                           |                                       |
| 1981.      | Црвена краљица (ТВ)                          |                                       |
| 1981.      | Бунари Радоша Модричанина (кратак филм)      |                                       |
| 1981.      | Била једном љубав једна (ТВ)                 |                                       |
| 1981.      | Сок од шљива                                 |                                       |
| 1981.      | Пикник у тополи                              | Чувар                                 |
| 1981.      | Светозар Марковић (серија)                   |                                       |
| 1981.      | Наши песници (ТВ серија)                     |                                       |
| 1982.      | 13. јул                                      | Ањин отац                             |
| 1982.      | Стеница (ТВ)                                 |                                       |
| 1982.      | Дивље месо (ТВ)                              | Господин Херцог                       |
| 1982.      | Јелена Гавански (ТВ)                         | Ариско                                |
| 1982.      | Три сестре (ТВ)                              |                                       |
| 1982.      | Приче преко пуне линије (серија)             |                                       |
| 1982.      | Саблазан                                     | млинар Видоје                         |
| 1982.      | Мачор на усијаном лименом крову (ТВ)         | Лазар Комадина                        |
| 1983.      | Сумрак (ТВ)                                  |                                       |
| 1983.      | Хасанагиница (ТВ)                            |                                       |
| 1983.      | Малограђани (ТВ)                             | Перчихин, продавац птица              |
| 1983.      | Приче из Непричаве (серија)                  |                                       |
| 1984.      | Последња авантура (ТВ)                       | Енин муж                              |
| 1984.      | Велики таленат (ТВ)                          | Станиславски                          |
| 1984.      | Балкански шпијун                             | Професор                              |
| 1985.      | Рај, одмах! (ТВ)                             |                                       |
| 1985.      | Случај Лазе Костића (ТВ)                     | Један Црногорац                       |
| 1985.      | Живот је леп                                 | Машиновођа                            |
| 1985.      | Отац на службеном путу                       | Кућепазитељ Фрањо                     |
| 1986.      | Смешне и друге приче (ТВ серија)             | Малбашић                              |
| 1986.      | Малбашић (ТВ)                                | Малбашић                              |
| 1986.      | Шмекер                                       | Тата Паја                             |
| 1986.      | Сиви дом                                     | Шиљин газда                           |
| 1986.      | Пети чин (ТВ)                                | Мартин                                |
| 1987.      | Погрешна процена (ТВ)                        |                                       |
| 1987.      | Случај Хармс                                 | Хармоникаш                            |
| 1987.      | Стратегија швраке                            |                                       |
| 1987.      | Иванов (ТВ)                                  | Сабељски                              |
| 1987.      | Хај-Фај                                      |                                       |
| 1987.      | Последња прича                               |                                       |
| 1987.      | Увек спремне жене (ТВ)                       | Управник Хапсек                       |
| 1988.      | Сунцокрети                                   | Јовин комшија                         |
| 1988.      | Смрт годишњег доба (ТВ)                      | Чика Зо                               |
| 1988.      | Ортаци                                       | Покераш Ристић                        |
| 1987—1988. | Бољи живот: Новогодишњи специјал (ТВ)        | Коста Павловић                        |
| 1987—1988. | Бољи живот (серија)                          | Коста Павловић                        |
| 1988.      | Дом за вешање                                |                                       |
| 1989.      | Бој на Косову                                | Теофан                                |
| 1989.      | Рођаци из Лазина (серија)                    |                                       |
| 1989.      | Госпођа министарка (ТВ)                      | Ујка Васа                             |
| 1989.      | Лаку ноћ децо (мини-серија)                  | Меда (глас)                           |
| 1989.      | Хамбург Алтона                               | Шиља                                  |
| 1989.      | Урош блесави                                 | Чича Јоло                             |
| 1989.      | Метла без дршке (серија)                     | Златков деда                          |
| 1990-е     |                                              |                                       |
| 1990.      | Стратегија швраке (мини-серија)              |                                       |
| 1990.      | Прашки студент (мини-серија)                 |                                       |
| 1990.      | Ваљевска болница                             | Тола Дацић                            |
| 1990.      | Дуги живот брачног пара Кос (ТВ)             | Слуга Андреј, бивши џокеј             |
| 1990.      | Колубарска битка (ТВ)                        | Тола Дачић                            |
| 1990.      | Метла без дршке 2 (серија)                   | Златков деда                          |
| 1991.      | Кућа за рушење                               | Теча                                  |
| 1991.      | Метла без дршке 3 (серија)                   | Златков деда                          |
| 1991.      | Мала                                         | Боривоје „Бора“ Кнежевић              |
| 1992.      | Проклета је Америка                          |                                       |
| 1992.      | Волим и ја неранџе... но трпим (серија)      | Ђед                                   |
| 1992.      | Црни бомбардер                               | Газда                                 |
| 1992.      | Танго аргентино                              | Господин Галић                        |
| 1992.      | Алекса Шантић (ТВ серија) (серија)           | Лемајић                               |
| 1993.      | Осмех Маргарет Јурсенар (ТВ)                 | Паша                                  |
| 1993.      | Рај                                          | Јожа, угоститељ у борделу             |
| 1993.      | Метла без дршке 4 (серија)                   | Златков деда                          |
| 1993.      | Кажи зашто ме остави                         | Отац                                  |
| 1993.      | Мрав пешадинац                               | (глас)                                |
| 1993.      | Суза и њене сестре (ТВ)                      | Тамарин деда                          |
| 1994.      | Вечита славина (ТВ)                          | Јоле                                  |
| 1994.      | Вуковар, једна прича                         | Купац                                 |
| 1995.      | Знакови                                      | Конобар                               |
| 1995.      | Наслеђе (ТВ)                                 | Калафатовић                           |
| 1995.      | Била једном једна земља (серија)             | Поп Пера                              |
| 1995.      | Театар у Срба (серија)                       |                                       |
| 1995.      | Отворена врата (серија)                      | Чедомир Алексић                       |
| 1995.      | Тамна је ноћ                                 | Манетов деда                          |
| 1995.      | Божићна песма (документарни филм)            | Деда Миле                             |
| 1996.      | Горе доле (серија)                           | Џекијев пријатељ                      |
| 1997.      | Покондирена тиква (ТВ)                       | Шеф послуге                           |
| 1997.      | Три летња дана                               | Сима                                  |
| 1998.      | Црна мачка, бели мачор                       | Матичар                               |